# Just the Way You Are (cântec de Bruno Mars)
„Just the Way You Are” este o piesă a cântărețului american Bruno Mars, prima lansată de pe albumul său de debut, Doo-Wops & Hooligans. În Statele Unite a fost lansat pe 20 iulie 2010. A fost difuzat în premieră la stația AOL Radio's New Pop. Cântecul a fost scris de The Smeezingtons, Khalil Walton și Needlz și a fost produs de The Smeezingrons și Needlz. Videoclipul, regizat de Ethan Lader, a fost lansat pe 8 septembire, 2010, conține secvențe cu actrița peruană născută în Australia, Nathalie Kelley. Piesa a fost inclusă și în Radio 1 A Playlist în Marea Britanie, fiind lansată pe 19 septembrie 2010 sub numele de „Just The Way You Are (Amazing)”. Remixul oficial este o colaborare cu rapperul Lupe Fiasco și este inclus pe ediția deluxe a Doo-Wops & Hooligans. Pe 13 februarie 2011, piesa i-a adus lui Mars premiul Grammy pentru Cea mai Bună Performanță Pop Masculină.

## Compunerea
Cântecul a fost scris de The Smeezingtons, Khalil Walton și Needlz. Bruno a spus „Mi-a luat luni întregi să compun «Just The Way You Are»... Nu mă gândit la nimic profund sau poetic. Spuneam doar o poveste. Pregătit să mă îndrăgostesc!” A adăugat, „Sunt un mare fan al cântecelor precum «You Are So Beautiful» de Joe Cocker și «Wonderful Tonight» de Eric Clapton - cântece care merg direct la țintă. Nu există versuri surprinzătoare sau povești încâlcite – totul vine direct din inimă. Și pentru mine «Just The Way You Are» este unul din aceste cântece. Nimic care să îți ia mințile. Doar spun unei femei că arată frumos în felul său – și, să fim sinceri, ce femeie nu ar auzi aceste versuri?!”
Managerul lui Mars, Aaron Bay-Schuck a declarat pentru HitQuarters că după finalizarea cântecului Just The Way You Are, au știut că acesta va fi și un prim single:
| “ | „Are un refren masiv, muzica și versurile ușor memorabile, și o tranziție naturală de la cântecele lui B.o.B și Travie McCoy... [De asemenea] nu seamănă cu nimic altceva auzit la radio. Are tot ce îi trebuie pentru a fi primul single a lui Bruno.” | ” |

## Ordinea pieselor pe disc
Single digital
1. „Just the Way You Are” (versiunea de pe album) - 3:40

CD
1. „Just the Way You Are” (versiunea de pe album) - 3:40
2. „Just the Way You Are” (remix de Skrillex Batboi) - 3:50